# Synodus intermedius
Anoli de sable, Poisson-Lézard rayé jaune
Espèce
Statut de conservation UICN

 LC 29 janvier 2013 : Préoccupation mineure
Synonymes
- Saurus intermedius Day, 1873

Synodus intermedius, l’Anoli de sable, est une espèce de poissons de la famille des Synodontidae.

## Systématique
L'espèce Synodus intermedius a été décrite pour la première fois en 1829 par Johann Baptist von Spix et Louis Agassiz,.

### Synonymie
Selon FishBase (04 mars 2023) :
- Saurus intermedius Day, 1873

## Distribution
Cette espèce se croise le long des côtes de l'océan Atlantique.

## Description
Synodus intermedius est un poisson au corps longiligne pouvant atteindre 46 cm pour 1,0 kg mais dont la taille moyenne se situe plutôt aux environs de 40 cm.
Cette espèce se croise généralement sur le fond marin, où elle chasse à l'affût, au large, à des profondeurs variant de 5 à 60 m, bien qu'elle puisse être retrouvée jusqu'à 320 m.

## Étymologie
Son épithète spécifique, indicus, vient d'Indien.

## Comportement

### Prédateurs
Synodus intermedius est la proie de nombreux mérous, en particulier de Cephalopholis fulva, du Mérou-tigre ainsi que du Mérou rayé.

### Proies
Synodus intermedius se nourrit principalement de poissons osseux plus petits, notamment des Gorettes, des genres Serranus, Jenkinsia et Harengula.

### Parasites
Les spécimens adultes sont victimes de nombreux endoparasites, comme les copépodes, isopodes, monogènes et digènes.

## Systématique
Le nom valide complet (avec auteur) de ce taxon est Synodus intermedius (Spix & Agassiz, 1829).
L'espèce a été initialement classée dans le genre Saurus sous le protonyme Saurus intermedius Spix & Agassiz, 1829.
Ce taxon porte en français le nom vernaculaire ou normalisé suivant : Anoli de sable,.
Synodus intermedius a pour synonymes :
- Saurus anolis (Valenciennes, 1850)
- Saurus intermedius Spix & Agassiz, 1829
- Synodus cubanus Poey, 1876
- Synodus intermidius (Spix & Agassiz, 1829)

## Publication originale
- (la) J. B. de Spix et L. Agassiz, Selecta genera et species piscium quos in itinere per Brasiliam annis MDCCCXVII-MDCCCXX : jussu et auspiciis Maximiliani Josephi I. Bavariae regis augustissimi peracto, 1829 (OCLC 173517364, DOI 10.5962/BHL.TITLE.157964, lire en ligne).